# Wild Wild West (Film)
Wild Wild West ist eine US-amerikanische Steampunk-Western-Action-Komödie, die 1999 unter der Regie von Barry Sonnenfeld entstand. Der Film startete am 29. Juli 1999 in den deutschen Kinos.
Die Grundidee dazu entstammt der US-amerikanischen Fernsehserie Verrückter wilder Westen aus den 1960ern.

## Handlung
Die Vereinigten Staaten im Jahre 1869. Die beiden Regierungsagenten Jim West und Artemus Gordon sind von Grund auf verschieden. Während Frauenheld West meist Waffen und Fäuste allzu schnell einsetzt, zeichnet sich Gordon oft durch Unverfrorenheit und ein schier unerschöpfliches Repertoire an skurrilen Erfindungen aus. Gemeinsam soll das ungleiche Duo nun im Auftrag von US-Präsident Grant (Kevin Kline in einer Doppelrolle) das plötzliche Verschwinden von Amerikas Top-Wissenschaftlern aufklären. Unterstützung erhalten die beiden dabei durch einen Spezial-Zug, dessen Lokführer Coleman sowie die rassige Rita Escobar, welche sie als blinden Passagier aufgabeln und deren Vater ebenfalls zu den Verschwundenen gehört.
Schon bald kommen sie dem Drahtzieher der Entführungen auf die Schliche: Dr. Arliss Loveless, einem exzentrischen Südstaaten-Millionär, der im Amerikanischen Bürgerkrieg diverse innere Organe und beide Beine verlor und deshalb auf einen dampfbetriebenen Rollstuhl angewiesen ist. Arliss ist ebenfalls Erfinder, konstruiert aber im Gegensatz zu Gordon futuristische, mechanische Kriegsmaschinen und Waffen, die er gegen die USA einzusetzen gedenkt. Auch West und Gordon werden Ziel derartiger Angriffe, können sich derer und Loveless’ Schergen aber immer wieder erwehren.
Schließlich übernimmt Loveless aber doch den Zug und entführt Rita, während er West und Gordon in einer seiner Todesfallen zurücklässt. Die Agenten können sich allerdings befreien und entdecken schließlich Loveless’ geheime Stadt, die tief im Wilden Westen verborgen liegt. Neben den entführten Wissenschaftlern findet das Duo hier auch die letzten Informationen zum Plan des Verbrechers: Loveless, der als verkrüppelter Veteran die Niederlage im Sezessionskrieg nicht hinnehmen kann, will Washington – sowie gleichzeitig die USA – vernichten und anschließend das Territorium unter sich, den Feinden der USA und den ehemaligen Kolonialmächten aufteilen. Erreichen will Loveless dies mit einer gigantischen und schwer bewaffneten Metallspinne, die ihm die entführten Wissenschaftler bauen mussten.
West und Gordon wollen dies unter allen Umständen unterbinden, können aber zunächst nicht verhindern, dass Loveless Präsident Grant entführt, als dieser gerade bei der Vollendung der ersten transkontinentalen Eisenbahnverbindung anwesend ist. Die Kriegsspinne scheint unaufhaltsam und Grant steht kurz davor, eine Kapitulationserklärung zu unterzeichnen, da gelingt es West und Gordon, mit Hilfe einer von Gordons Erfindungen auf die Spinne zu gelangen. Gemeinsam schaffen es beide, Loveless’ Handlanger auszuschalten, die Spinne zu sabotieren und diese an einer tiefen Schlucht zum Stehen zu bringen. Loveless, der alle seine Trümpfe ausgespielt hat, liefert sich ein letztes Duell mit West, ehe beide über dem Abgrund hängen bleiben. Während Loveless in die Tiefe stürzt, kann sich West retten.
Am Ende werden West und Gordon von Grant zu den ersten Agenten einer von ihm neu gegründeten Behörde ernannt – dem Secret Service. Allerdings müssen sie bei Rita, um deren Gunst beide während der Handlung gebuhlt haben, eine Niederlage hinnehmen: Der entführte Wissenschaftler ist nicht ihr Vater, sondern ihr Ehemann.

## Kritiken
Der „Westernklamauk“ erhielt größtenteils negative Kritiken. Die Seite Rotten Tomatoes zählte lediglich 17 % positive Kritiken. Im Durchschnitt der 124 Bewertung der Kritiker erhielt er 4,1 von 10 Punkten. Das Fazit der Seite: „Bombastisch, manisch und größtenteils ohne Lacher ist Wild Wild West eine bizarre Fehlzündung, bei der den Spezialeffekten mehr Sorgfalt geschenkt wurde als dem Drehbuch.“ Auf Metacritic erhielt der Film einen Score von 38/100 basierend auf 25 Kritiken. Der Film „gewann“ außerdem gleich fünf Goldene Himbeeren in den Kategorien „Schlechtester Film“, „Schlechteste Regie“, „Schlechtestes Drehbuch“, „Schlechter Song“ („Wild Wild West“) und „Schlechtestes Filmpaar“ (Will Smith und Kevin Kline). Zusätzlich erhielt der Film Nominierungen in den Kategorien „Schlechtester Schauspieler“ (Kevin Kline), „Schlechtester Nebendarsteller“ (Kenneth Branagh) und „Schlechteste Nebendarstellerin“ (Salma Hayek). In Deutschland verzeichnete der Film 1999 2.525.132 Kinobesucher

„Bevor die beiden Agenten dem Bösewicht in einem wüsten Showdown den Garaus machen, gibt der Film ausgiebig Gelegenheit zu Slapstick, Verfolgungsjagden, Scherzen eines schwarzen Marshalls über die Sklaverei, und vielen Filmzitaten.“

„Eine unpatriotische Comic-Oper, überladen mit äußerlichen Effekten, zitierwütig, detailversessen und nur vordergründig witzig. Die belanglose Geschichte erlaubt den Charakteren nur mechanisches Posieren und Grimassieren.“

„‚Men in Black‘-Regisseur Barry Sonnenfeld mixt die Genres Western, Agententhriller und Fantasyjux so hemmungslos, dass Stars wie Zuschauern schwindlig wird – und trifft in etwa den Geist der gleichnamigen US-Serie (1965–1968), die als Parodie auf die britischen James-Bond-Filme angelegt war. Die Story ist recht undurchsichtig, doch viele Lacher und nette Tricks lenken davon ab. Fazit: James Bond trifft Jules Verne auf der Ponderosa.“

„Es ist seichtes Unterhaltungs-Hollywood-Popcornkino, sonst nichts. Aber, das war doch zu erwarten, oder? Sicher, der Film ist nicht so gut, wie er sein könnte: Kevin Kline ist zwar wie gewohnt gut, spielt aber hin und wieder etwas gelangweilt. Dabei ist er jedoch allemal besser als die Nervensäge Will Smith. Zum Ausgleich kann Kenneth Branagh aber durchaus wieder gefallen, seine Rolle als seiner Männlichkeit beraubter Dr. Loveless spielt er teuflisch gut. […] Ein bisschen wie Popcorn: Ist Geschmackssache, und macht nicht satt, aber wenn man’s mag, dann schmeckt's.“

## Auszeichnungen
- 1999: Bogey Award in Silber
- 2000: Goldene Himbeere (9 Nominierungen, davon 5 „gewonnen“: als schlechtester Film, für die Regie von Barry Sonnenfeld, für den Titelsong Wild Wild West, für das schlechteste Drehbuch und für das Paar „Kevin Kline und Will Smith“)
- 2000: American Latino Media Arts Award (Salma Hayek)
- 2000: Blockbuster Entertainment Award (6 Nominierungen, Salma Hayek gewann; die anderen 5 Nominierungen fielen auf Kenneth Branagh, Kevin Kline, Will Smith und die Songs Wild Wild West sowie Bailamos)
- 2000: American Society of Composers, Authors and Publishers Film and Television Music Award (2 Nominierungen, beide gewonnen, darunter die für den Song Wild Wild West)
- 2000: Kids' Choice Award (2 Nominierungen, der Titelsong Wild Wild West von Will Smith gewann)
- Die Deutsche Film- und Medienbewertung FBW in Wiesbaden verlieh dem Film das Prädikat wertvoll.

## Trivia
- In Wahrheit hat Präsident Grant den Goldenen Nagel bei der Zeremonie in Promontory, Utah nicht eingeschlagen. Entgegen der verbreiteten Legende wurde der Nagel gar nicht verbaut, sondern ist in der Golden Spike National Historic Site als Exponat ausgestellt. Gestiftet und zu den Feierlichkeiten überreicht wurde der Golden Spike vom Industriellen Leland Stanford.
- Die mechanische Spinne wird in der Simpsons-Episode „Die Apu und Manjula Krise“ parodiert.
- In der Folge „Katzenorgie“ der Serie South Park wird der Film als gut dargestellt und auf die Schippe genommen.
- Zum Ausdruck der Macht der Spinne zerstört Loveless die Wild-West-Stadt „Silverado“. Dabei handelt es sich um die Kulissen des gleichnamigen Filmes Silverado (in welchem Kevin Kline ebenfalls mitgewirkt hat). Dabei wird bis auf das „Lucky Hotel“ das gesamte Set zerstört.
- Will Smith hatte damals die Rolle des Neo in Matrix wegen Wild Wild West abgelehnt; er beschrieb dies später als „den größten Fehler meines Lebens“. Des Weiteren waren zuvor Tom Cruise und Mel Gibson für die Rolle des James West vorgesehen, als Artemus Gordon war George Clooney im Gespräch. Er lehnte aber ab, da es sich nur um eine Nebenrolle handelte. Erste Planungen sahen außerdem Richard Donner als Regisseur vor.
- Robert Conrad, der in Verrückter wilder Westen den James West gespielt hatte, bekam das Angebot eines Cameo-Auftritts in der Handlung (Ross Martin als damaliger Artemus Gordon ist bereits 1981 verstorben). Hierbei sollte er Präsident Grant verkörpern. Er lehnte allerdings ab, da er nach dem Lesen des Drehbuches mit dem Film nicht zufrieden war. Als der Film später die Goldene Himbeere verliehen bekam, nahm Conrad den Preis entgegen, um seine Geringschätzung für das, was aus dem Stoff gemacht worden war, zu zeigen.
- Kenneth Branagh spielte die meiste Zeit in einer knienden Position, so dass er alle paar Minuten unterbrechen musste, weil seine Beine einschliefen.
- Das Innere der Zugszenen wurde in den Warner Bros. Studios gedreht, die Außenaufnahmen in Idaho.
- Kevin Smith erwähnt im Rahmen der Zusatzmaterialien auf der Film-DVD, dass die Riesenspinne später noch Verwendung finden sollte in dem geplanten Tim-Burton-Film Superman Lives mit Nicolas Cage.
- Der dritte Teil der Spieleserie Jak and Daxter zitiert den Film im finalen Gefecht, da der durch die Wüste stapfende Kampfroboter aus dem Schiff der Dunklen Schöpfer der Riesenspinne aus dem Film sehr ähnelt.
- Wie in Men in Black und der Fortsetzung (beide ebenfalls von Barry Sonnenfeld inszeniert) steuerte Hauptdarsteller Will Smith auch bei „Wild Wild West“ den Titelsong bei.
- Kurz vor dem Start mit der Flugmaschine sagt Kline, dass Leonardo da Vinci bereits so eine Maschine 1540 gebaut hatte. 1540 war Leonardo da Vinci aber bereits tot.
- In der Szene, in der General „Blutbad“ McGrath erschossen wird, läuft ein Hund zu dem künstlichen Ohr des Generals. Dies parodiert den Hund Nipper, der im Label verschiedener Plattenfirmen auftaucht.
- Entgegen der Fernsehserie heißt der Gegenspieler Dr. Loveless nicht Miguelito, sondern Arliss.
- Der Schlusskampf im Finale zwischen Will Smith und Loveless’ Mutanten wurde hinzugefügt, da das Produktionsteam die ursprüngliche Idee, Smith und Kline würden gegen Loveless’ Handlanger-Amazonen kämpfen, nach Testvorführungen nicht spektakulär genug fand.

## Synchronisation
Die deutsche Synchronisation entstand nach einem Dialogbuch von Hartmut Neugebauer unter seiner Dialogregie im Auftrag der Film- & Fernseh-Synchron in München.
| Rollenname                                           | Darsteller      | Deutsche Synchronstimme |
| ---------------------------------------------------- | --------------- | ----------------------- |
| Captain James West                                   | Will Smith      | Jan Odle                |
| U.S. Marshal Artemus Gordon / Pres. Ulysses S. Grant | Kevin Kline     | Arne Elsholtz           |
| Dr. Arliss Loveless                                  | Kenneth Branagh | Martin Umbach           |
| Coleman                                              | M. Emmet Walsh  | Klaus Höhne             |
| Cross-Eyed Reb                                       | Buck Taylor     | Fred Klaus              |
| General 'Blutbad' McGrath                            | Ted Levine      | Franz-Josef Steffens    |
| Hudson                                               | Rodney A. Grant | Reinhard Brock          |
| Miss East                                            | Bai Ling        | Haiwen Qiu              |
| Professor Thaddeus Morton                            | Michael Sims    | Norbert Gastell         |
| Rita Escobar                                         | Salma Hayek     | Alisa Palmer            |